# The Ranch Tenor
The Ranch Tenor est un film muet américain réalisé par Allan Dwan et sorti en 1911.

## Fiche technique
- Réalisation : Allan Dwan
- Date de sortie :
  - États-Unis : 29 mai 1911

## Distribution
- J. Warren Kerrigan
- Pauline Bush : la veuve Smith
- Jack Richardson